# Église Saint-Georges de la Villette
L’église Saint-Georges de la Villette est  une église catholique située 112-114 avenue Simon-Bolivar dans le 19e arrondissement de Paris.

## Historique
Elle a été construite à partir de 1873 sur les plans de l'architecte Louis-Pierre Chauvet et elle fut achevée en 1880 sous la direction d'Alfred Coulomb. Le sanctuaire est dédié à saint Georges, à la mémoire de Mgr Georges Darboy, archevêque de Paris, exécuté le 24 mai 1871 comme otage pendant la Semaine sanglante, épisode final de la Commune de Paris. Son premier curé est Alfred Caillebotte, demi-frère de Gustave Caillebotte.

## Liste des curés de la paroisse Saint-Georges de la Villette
- 1875-1885 : Alfred Caillebotte[2], fondateur de l'église.
- 1885-1890 : Émile de la Guibourgère
- 1890-1895 : Louis Baron[3]
- 1895-1899 : François-Xavier Schoepfer
- 1899-1907 : Édouard Pinet[4]
- 1907-1911 : Charles Gonin
- 1911-1920 : Charles Desormeaux
- 1921-1931 : Eugène Varnier
- 1931-1932 : Benjamin Bruneau
- 1932-1944 : Louis Lot
- 1944-1965 : Lucien Fabre
- 1965-1969 : Jean Houery
- 1969-1979 : Jacques Lochmann
- 1979-1987 : Michel Daurelon
- 1987-1988 : Roger Menteur
- 1988-1998 : Philippe Dumas
- 1998-2003 : Patrice Gueudar-Delahaye
- 2003-2008 : Hubert Blin
- 2008-2016 : Frédéric Roder
- 2016-2021 : Gabriel Sampré
- Depuis Septembre 2021 : Samuel Gandon[5]

## Description
De style néo-roman, l'église possède le long de la nef de beaux vitraux historiés, réalisés par le maître-verrier Charles Lorin. Sur le côté gauche de l'église, les vitraux représentent sainte Jeanne de Chantal, sainte Élisabeth de Hongrie, sainte Marguerite de Cortone, sainte Geneviève et sainte Clotilde. Sur le côté droit, les vitraux représentent saint Jean-Baptiste de La Salle, saint Vincent de Paul, saint François de Sales, Saint Louis, saint Nicolas, sainte Catherine d'Alexandrie, sainte Anne, saint Denis et saint Gabriel. Les vitraux éclairant le chœur sont l'œuvre du maître-verrier Émile Hirsch.
À gauche du chœur, se trouve une grande statue en bronze représentant saint Georges terrassant le dragon, œuvre de Georges Lavergne.

## Galerie

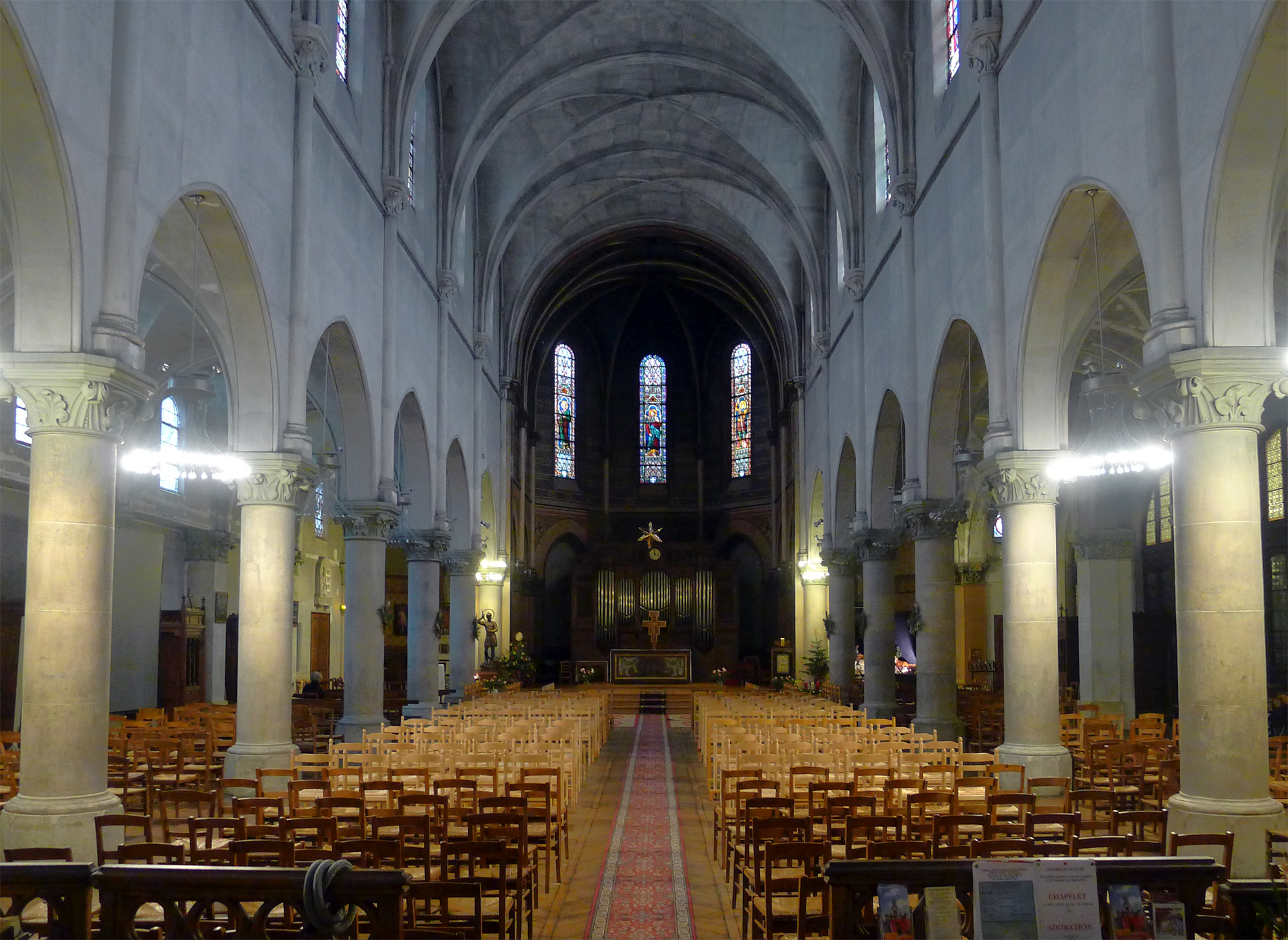
La nef.
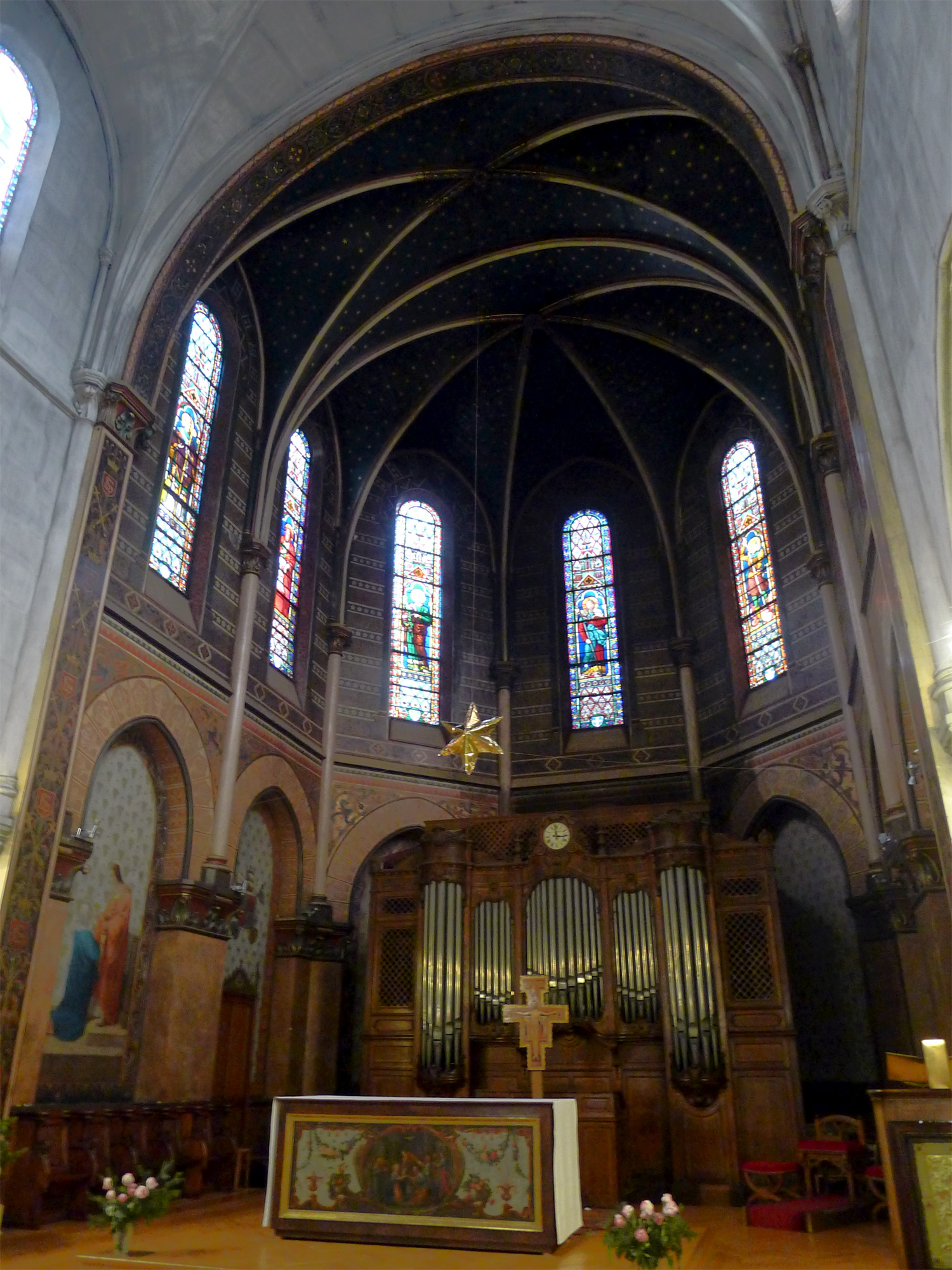
Le chœur.
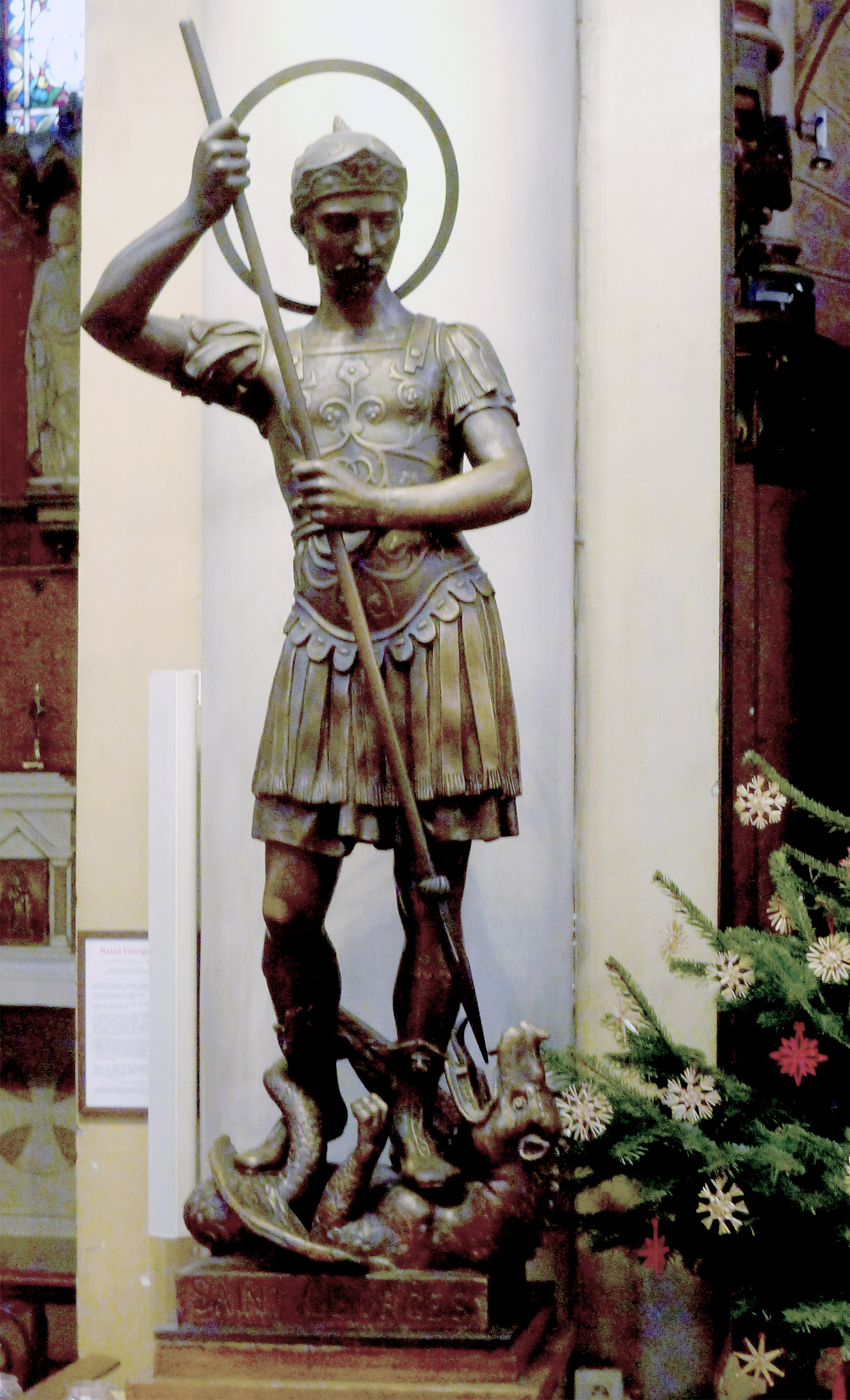
Statue de saint Georges terrassant le dragon.

Les orgues
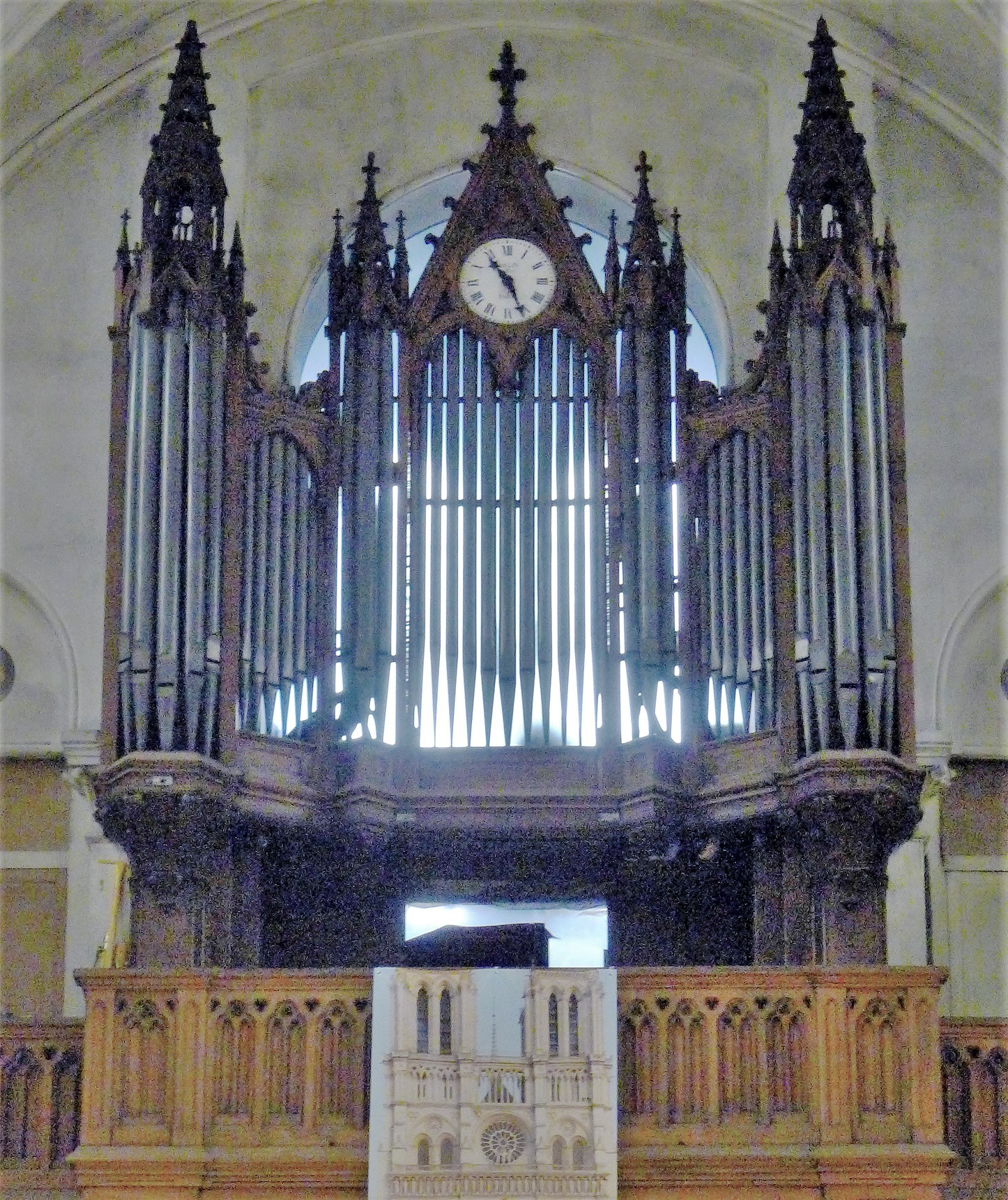
Orgue de tribune.
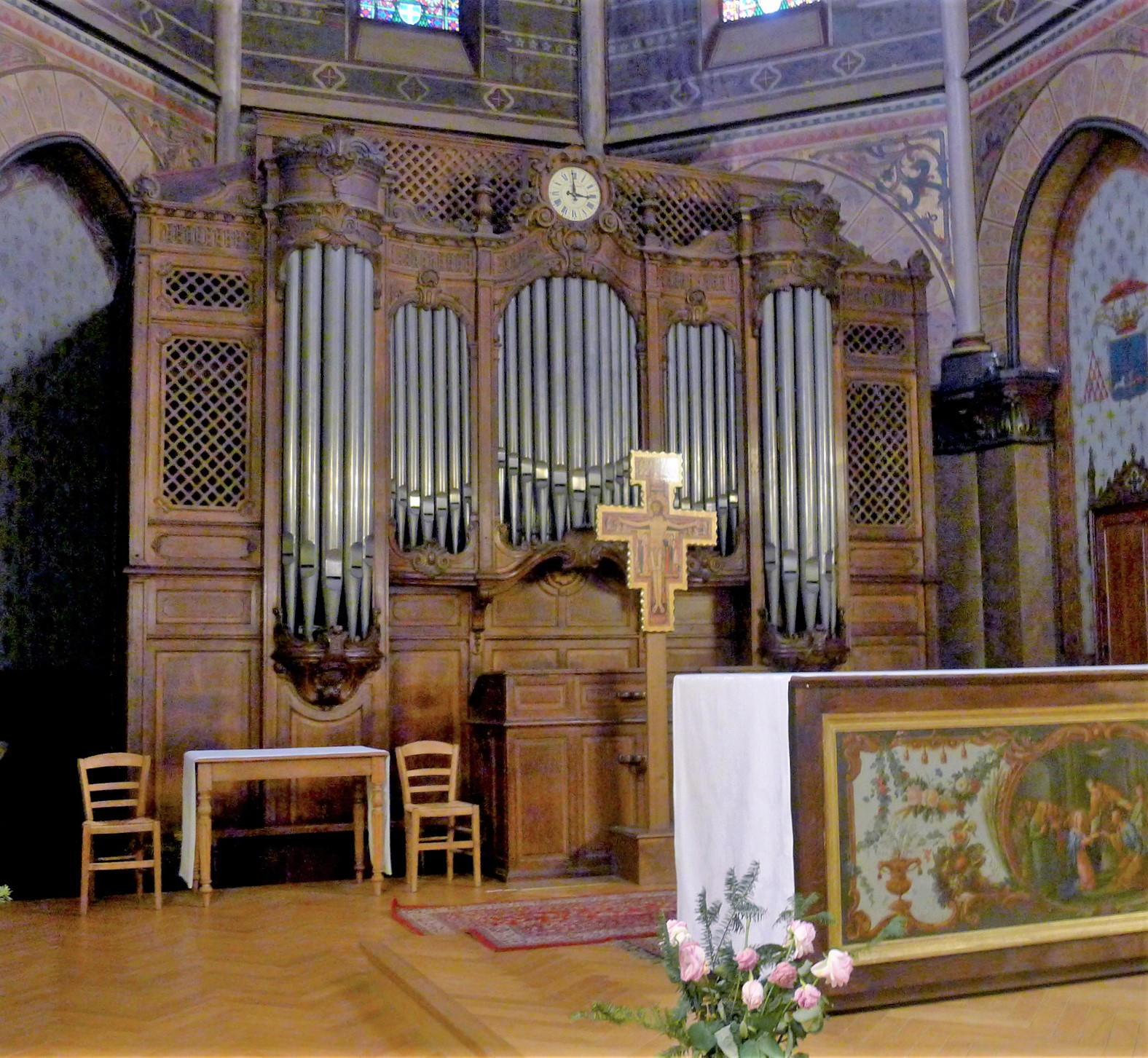
Orgue de chœur.

Le buffet du grand orgue de tribune a été construit en 1900 par John Abbey. La partie instrumentale fut reconstruite en 1967 par Jean Hermann et la manufacture Gonzalez modifia un peu le buffet en 1971. En 1983, l'instrument ne fonctionnait plus. La partie instrumentale, (tuyaux et mécanismes), fut démontée. Une partie des tuyaux ont été récupérés par Bernard Dargassies pour l'agrandissement de l'orgue de chœur. Dans la tribune, ne reste que le buffet vide.
L'orgue de chœur a été construit par Charles Mutin en 1907, pour l'église Saint-Pierre-de-Chaillot, à Paris. Une restauration de la partie instrumentale fut réalisée en 1971 par la manufacture Beuchet-Debierre. L'instrument fut transféré dans le chœur de l'église Saint-Georges de la Villette en 1995 par Bernard Dargassies, qui agrandit l'instrument en y ajoutant un certain nombre des tuyaux de John Abbey provenant du grand orgue de tribune.

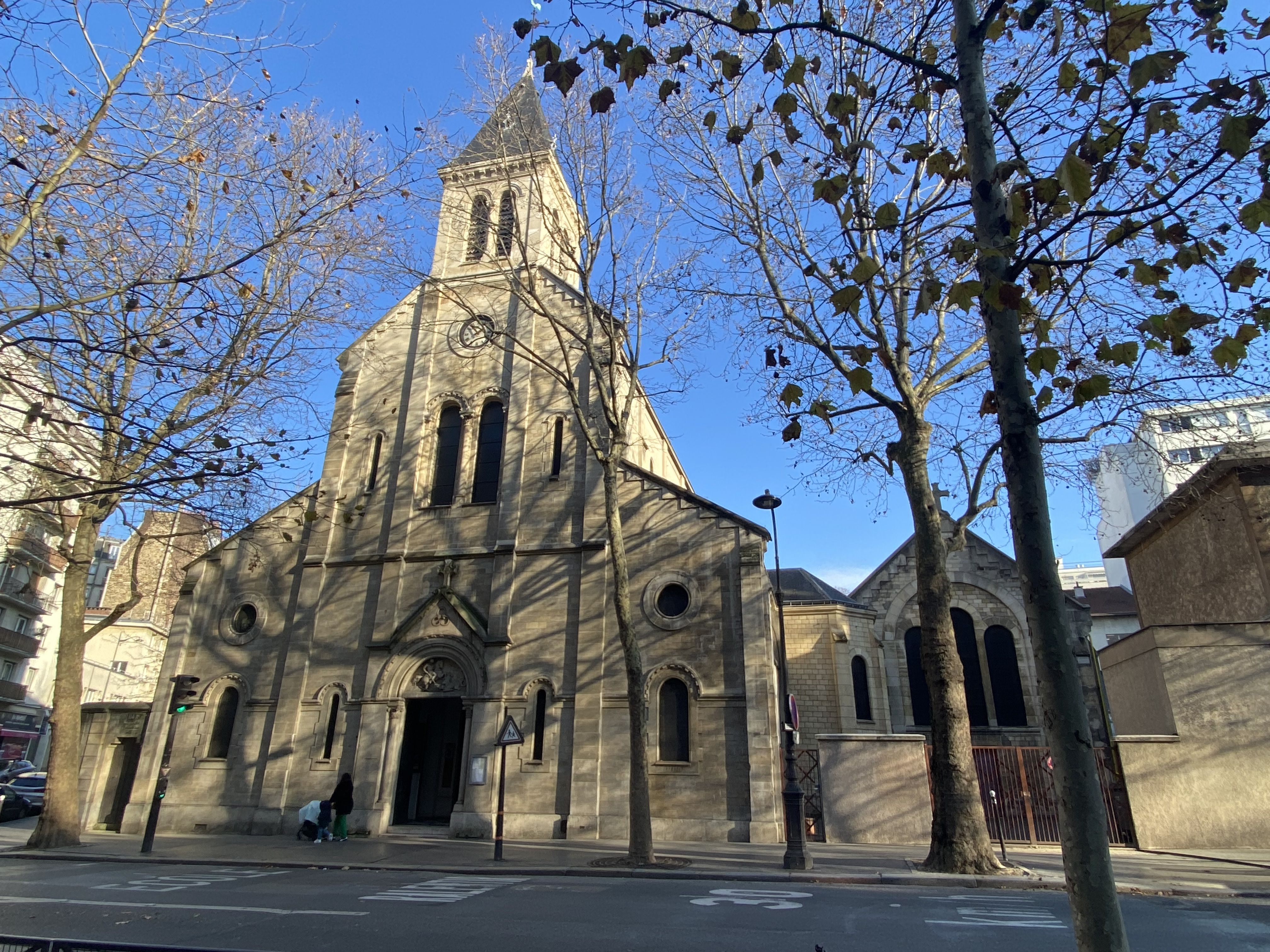
Eglise saint Georges de la Villette, décembre 2023